# Chiesa di San Rocco (Altopascio)
La chiesa di San Rocco è un luogo di culto cattolico di Altopascio.

## Storia
La chiesa venne edificata dalla "Compagnia di San Rocco" nel 1645 per grazia ricevuta nel luogo in cui, secondo la tradizione, si sarebbe arrestata l'avanzata della peste ad Altopascio. Si trova all'interno della biforcazione fra la via per Firenze e quella per Fucecchio.

## Descrizione
Di proprietà privata, non ospita celebrazioni liturgiche e non è visitabile. Al suo interno sono conservati dipinti seicenteschi di notevole rilievo.